# Pu-Sarruma
Pu-Sarruma es un hipotético rey hitita. La hipótesis es debida a Emil Forrer, y no está completamente aceptada. Habría reinado alrededor del siglo XVII a.  C. (cronología media) o del siglo XVI a.  C (cronología corta). 

## Familia
Pu-Šarruma se correspondería con el abuelo de Hattusili I, el suegro de Labarna y el padre de Papahdilmah, mencionado por Hattusili. Pu-Šarruma fue también padre de Tawannanna.
No se sabe prácticamente nada de la vida de PU-Sarruma, que es una figura muy oscura. Sus hijos se revolvieron contra él, de manera que mientras se encontraba en la ciudad de Šanahwitta, nombró a su yerno, Labarna, como sucesor. Sin embargo,  Papahdilmah todavía mantuvo el apoyo de los sirvientes y funcionarios reales.